# 김맑음
 김맑음(1989년 6월 4일 ~ )은 대한민국의 가수다.

## 개요
대한민국 스포츠계에서 활동했던 前 치어리더, 현재는 트로트 가수로 전업하였다. 팬들을 대할 때 항상 웃으며 대해주는 밝은 성격의 소유자. 소녀시대의 수영을 닮은 외모로 광주의 야구 팬들에게 큰 인기를 끌었다. 2018년 7월 13일 트로트 가수로 데뷔, 데뷔곡 '가즈아'를 발표했다. 2018 시즌을 끝으로 치어리더 활동을 접고 가수로 완전 전업을 하였다.

## 치어리더 활동
- 원주 DB 프로미 (2014년 ~ 2015년)
- 청주 KB 스타즈 (2014년 ~ 2018년)
- 수원 한국전력 빅스톰 (2014년 ~ 2018년)
- 수원 현대건설 힐스테이트 (2014년 ~ 2018년)
- KIA 타이거즈 (2015년 ~ 2018년)
- 안양 KGC 인삼공사 (2016년 ~ 2018년)
- SK 와이번스 (2011년, 2019년 ~ 2020년)

## 음반 활동
- 가즈아